# Петар Зринський
Петар Зринський (хорв. Petar Zrinski, 6 червня 1621, Врбовец, Хорватія — 30 квітня 1671, Вінер-Нойштадт, Австрія) — хорватський політик і громадський діяч. Бан Хорватії у 1664—71 роках. Належав до одного з найвпливовіших і шляхетних хорватських дворянських родів — Зринських. Страчений за участь в антигабсбурзькій змові (1670).

## Біографія
Народився у Врбовці. Його батько в 1622—26 роках був баном Хорватії, він загинув коли Петру було 5 років.
У 1647—64 роках баном Хорватії був старший брат Петра Нікола Зринський. Після того, як той у 1664 році загинув на полюванні, Петро в свою чергу став баном Хорватії.
Представники двох найшляхетніших найзаможніших дворянських родів Хорватії Зринські і Франкопани часто укладали шлюби між собою, не став виключенням і Петар, одружившись із Анною-Катариною Франкопан, зведеною сестрою Франа Крста Франкопана. Резиденцією Петара Зринського був фамільний замок у Чаковці.

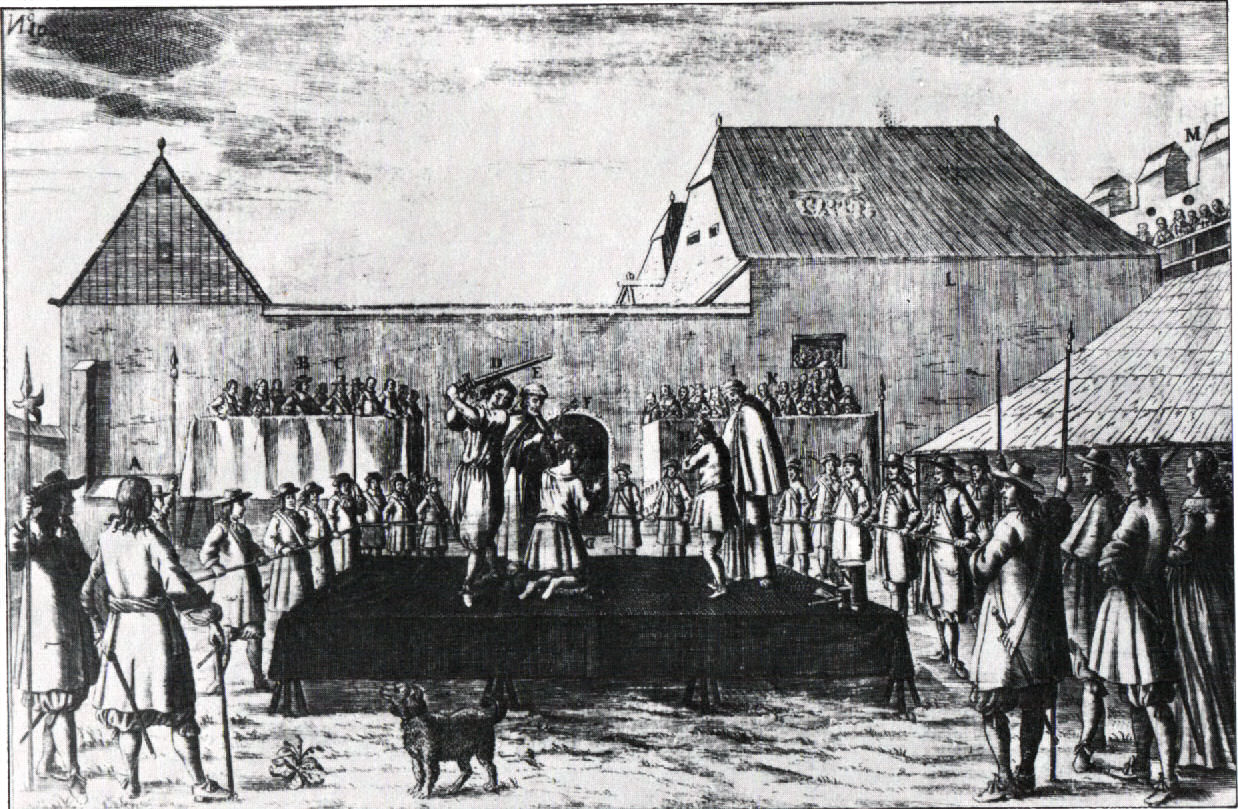
Публічна страта Петра Зринського і Франа Франкопана на старовинній гравюрі

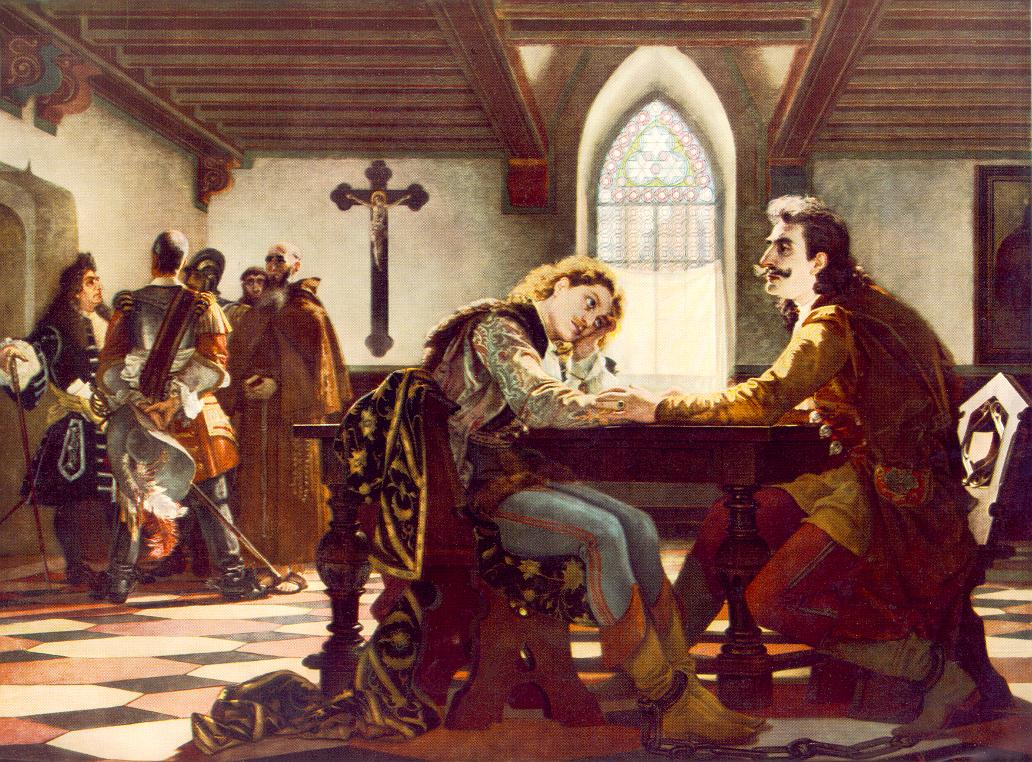
Фран Крсто Франкопан і Петар Зринський

Брати Зринські і Фран Крсто Франкопан були головними організаторами змови Зринських-Франкопана, спрямованої проти Габсбургів, у володіння яких входила тоді Хорватія. Після загибелі Ніколи Зринського основну діяльність з секретних переговорів з іноземними державами в надії на допомогу у змові здійснювали Петар Зринський і Фран Крсто Франкопан. Іноземну підтримку отримати не вдалося, як і не вдалося підняти повстання у самій Хорватії, а плани змовників стали відомими при імператорському дворі. Бачачи, що змова приречена на невдачу, Петар Зринський і Фран Крсто Франкопан прибули до Відня, щоб добровільно постати перед судом. Обидва були взяті під варту і після тривалого процесу у справі про державну зраду обом було винесено смертний вирок. Зринський і Франкопан були страчені у спосіб відрубування голови 30 квітня 1671 року у Вінер-Нойштадті (Австрія).

## Пам'ять
З розпадом Австро-Угорщини після завершення першої світової війни рештки Петра Зринського і Франа Крста Франкопана були перенесені в крипту Загребського собору.
У сучасній незалежній Хорватії Петар Зринський, як і Фран Крсто Франкопан, вшановуються як герої боротьби за свободу Хорватії.
Портрети Петра Зринського і Франа Франкопана були на аверсі купюри в 5 кун (нині виведена з обігу).